# Lew Meehan
James Lew Meehan (Minneapolis, 7 settembre 1890 – Los Angeles, 10 agosto 1951) è stato un attore statunitense.

## Filmografia parziale
- Back Fire, regia di Alan James (1922)
- Silver Spurs, regia di Henry McCarty e James Leo Meehan (1922)
- Ridgeway of Montana, regia di Clifford Smith (1924)
- Hunted Men, regia di J.P. McGowan (1930)
- The Lost Jungle, regia di David Howard e Armand Schaefer (1934)